# Exenterus anceps
Exenterus anceps är en stekelart som först beskrevs av Stephens 1835.  Exenterus anceps ingår i släktet Exenterus och familjen brokparasitsteklar. Inga underarter finns listade i Catalogue of Life.